# ماجرای روز تولد
ماجرای روز تولد نام یک کتاب ادبی است که توسط ترومن کاپوتی، نویسندهٔ اهل ایالات متحده آمریکا نوشته شده‌است.